# Nutter Fort
Nutter Fort est une ville américaine située dans le comté de Harrison en Virginie-Occidentale.
Selon le recensement de 2010, Nutter Fort compte 1 593 habitants. La municipalité s'étend sur 0,85 milles carrés (2,2 km2).
La ville doit son nom au fort fondé par Thomas Nutter.